# Tarika (zespół muzyczny)
Tarika – malgaski zespół world music założony w 1993 roku.
Zespół Tarika powstał po rozwiązaniu grupy Tarika Sammy. Wykreowali oryginalne brzmienie, które czerpie z tradycji muzycznych różnych regionów Madagaskaru, z wykorzystaniem rodzimych instrumentów malgaskich. W swoich tekstach angażują się w tematy społeczne i polityczne.
W 1994 r. wydali swój debiutancki album pt. Bibiango. Należą do grona muzyków malgaskich, którzy odnieśli sukces międzynarodowy. W 2001 r. znaleźli się w zestawieniu 10 najlepszych zespołów muzycznych, opublikowanym na łamach magazynu „Time”. Album Son Egal (1997) przyniósł im AFIM Indie Award w kategorii albumów world music.

## Dyskografia
Źródło: .
Albumy studyjne
| Tytuł                                              | Rok       | Wytwórnia                      |
| -------------------------------------------------- | --------- | ------------------------------ |
| Bibiango                                           | 1994      | Xenophile                      |
| Son Egal                                           | 1997      | Xenophile                      |
| D                                                  | 1998/1999 | Sakay/Xenophile                |
| Soul Makassar                                      | 2001      | Sakay/Triloka/Prospect Records |
| Tarika: 10 – Beasts, Ghosts & Dancing With History | 2004      | Triloka/Artemis                |